# Kanton Bar-le-Duc-2
Der Kanton Bar-le-Duc-2 ist seit 2015 ein französischer Wahlkreis im Arrondissement Bar-le-Duc, im Département Meuse in der Region Grand Est (bis Ende 2015 Lothringen). Hauptort des Kantons ist die Gemeinde Bar-le-Duc.

## Geschichte
Der Kanton entstand bei der Neueinteilung der französischen Kantone im Jahr 2015. Seine Gemeinden kommen aus den bisherigen Kantonen Vavincourt (3 Gemeinden) und Bar-le-Duc-Nord (1 Gemeinde).

## Lage
Der Kanton liegt im Südwesten des Départements Meuse.

## Gemeinden
Der Kanton besteht aus fünf Gemeinden und Teilgemeinden mit insgesamt 11.127 Einwohnern (Stand: 1. Januar 2022) auf einer Gesamtfläche von 66,60 km²:
| Gemeinde            | Einwohner 1. Januar 2022 | Fläche km² | Dichte Einw./km² | Code INSEE | Postleitzahl |
| ------------------- | ------------------------ | ---------- | ---------------- | ---------- | ------------ |
| Bar-le-Duc          | 7.602                    | 10,38      | 732              | 52448      | 55000        |
| Behonne             | 603                      | 9,17       | 66               | 55041      | 55000        |
| Chardogne           | 302                      | 12,82      | 24               | 55101      | 55000        |
| Fains-Véel          | 2.088                    | 18,30      | 114              | 55186      | 55000        |
| Vavincourt          | 532                      | 15,93      | 33               | 55541      | 55000        |
| Kanton Bar-le-Duc-2 | 11.127                   | 66,60      | 167              | 5503       | –            |

1. ↑   Nur der nördliche Teil der Gemeinde, der Rest gehört zum Kanton Bar-le-Duc-1.

## Politik
Im 1. Wahlgang am 22. März 2015 erreichte keines der fünf Wahlpaare die absolute Mehrheit. Bei der Stichwahl am 29. März 2015 gewann das Gespann Gérard Abbas/Martine Joly (beide UD) gegen Mireille Goeder/Jean-Claude Salziger (beide PS) mit einem Stimmenanteil von 53,67 % (Wahlbeteiligung:46,12 %).
| Vertreter im conseil général des Départements | Vertreter im conseil général des Départements | Vertreter im conseil général des Départements |
| Amtszeit                                      | Name                                          | Partei                                        |
| --------------------------------------------- | --------------------------------------------- | --------------------------------------------- |
| 2015–2021                                     | Gérard Abbas Martine Joly                     | LR MR                                         |
| 2021–                                         | Gérard Abbas Martine Joly                     | LR MR                                         |